# 大晦日興行
大晦日興行（おおみそかこうぎょう）は、大晦日の12月31日に開かれる格闘技の興行。主に総合格闘技、ボクシング、プロレスの興行を指す。狭義では2000年代にアントニオ猪木が提案し、各格闘技団体が毎年大晦日に行われる総合格闘技の興行戦争を意味する。

## 経緯
2000年大晦日に大阪ドームが空いていることからイベントを開催したいと考えたプロデューサーらが、アントニオ猪木の『ダーッ！』で年越しと世紀跨ぎを迎えるというカウントダウンイベントはどうかと冗談半分で提案したところ、猪木側からOKが出たことで話が進み、最終的には新日本プロレスやPRIDEなどの選手が参加したプロレスイベント「INOKI BOM-BA-YE」となり開催された。その模様を主催した毎日放送などが中継。地上波ではローカル放送かつ年明けの録画中継だったが、関西で視聴率8.1%を記録するなど成果は上々で、INOKI BOM-BA-YEは、翌年以降も毎年行われるようになった。
2001年にさいたまスーパーアリーナで開催された『INOKI BOM-BA-YE 2001』はTBSテレビが主催となり、PRIDE、新日本プロレスに加え、K-1の選手が参加。TBS系列が全国ネットで当日ディレード中継を行った。結果は紅白に次ぐ2位を記録し、民放断トツという結果が大晦日興行に火を付け、民放各局が格闘技興行の中継に参入するようになった。
当時の民放はTBS系列が『日本レコード大賞』、テレビ東京系列が『年忘れにっぽんの歌』、テレビ朝日系列が『大晦日だよ!ドラえもん』を大晦日に放送していたが、それ以外は大作映画、ドラマ、バラエティの特別番組を放送するのが恒例だった。
2003年、突如としてイベントが分裂。「INOKI BOM-BA-YE 2003」はK-1とPRIDEと関係を切り、放送局も日本テレビに鞍替えをして神戸ウィングスタジアムで開催されることとなった。その一方で、前年まで猪木ボンバイエを中継していたTBSはK-1系列の『K-1 PREMIUM 2003 Dynamite!!』をナゴヤドームで実施。さらに、フジテレビが主催として大晦日に『PRIDE SPECIAL 男祭り 2003』をさいたまスーパーアリーナで開催することを発表し大晦日興行に参戦。2003年の大晦日にはさいたま、名古屋、神戸で格闘技興行が行われ、日テレ、TBS、フジテレビの民放3局が大晦日の夜に格闘技中継を実施。『三大格闘技祭り』と呼ばれ、格闘技興行が大晦日に話題の中心となる『格闘技ブーム』を生み出し、マスコミはそれぞれの取材に追われた。
放送後は、各局それぞれの放送した様々な試合が大きな話題となり続けたが、最終的にこの年に一番話題となったのは、世間の注目度の高い『曙 vs. ボブ・サップ』の試合を放送したTBSだった。この試合は瞬間最高視聴率43％を取って大晦日に民放放送が初めて紅白の視聴率を上回るという記録を打ち立てた。また、PRIDEとフジテレビも視聴率12.2％と成功を収めた。
2004年以降も大阪ドームに場所を移した『Dynamite!!』とさいたまで行われている『PRIDE 男祭り』は大晦日興行が行われ、興行の中継もそれぞれの局の大晦日の看板番組となった。一方で、INOKI BOM-BA-YEは、フジテレビの『PRIDE 男祭り』とTBSの『Dynamite!!』の2局に視聴率を奪われたことと興行が失敗したことで暫く行われなかった。
2006年6月、フジテレビはPRIDEとの中継契約を解除。それに伴い、大晦日の格闘技中継からも撤退した。その後、2006年こそ大晦日興行が行われたが、資金繰りの悪化もあって2007年にUFCへ売却されて消滅した。しかし、その消滅直後にはPRIDEのスタッフが集まり「やれんのか! 大晦日! 2007」を開催。一部試合はTBSで中継された。
2008年以降は「Dynamite!!」が副題を変え、京セラドーム大阪からさいたまスーパーアリーナに会場が移って開催。K-1とDREAM共催のイベントとなり、総合格闘技の試合が中心となった。
それ以降もTBSはDynamite!!の大晦日放送を2010年まで続けたが、最終的にTBSの放送時間も5時間から2時間45分ほどに短縮され、2011年2月にTBSが「同年の大晦日にDynamite!!の中継は無い」と発表。TBSの2011年の大晦日は、格闘技の中継をせずに「ビートたけしのスポーツ国民栄誉SHOW2011」を放送し、TBSの大晦日の格闘技中継は、後述のボクシングへとシフトすることとなった。
2011年、『Dynamite!!』の主催に当たるFEGが大晦日興行の開催を目指していたが経営悪化のため断念。代わってそれまでFEG主体となっていた格闘技興行『DREAM』と猪木が会長を務めるイノキ・ゲノム・フェデレーション（IGF）の合同興行として「元気ですか!! 大晦日!! 2011」を開催することになった。
2012年、『DREAM』『IGF』それぞれが分かれて大晦日興行を開くことが発表。前者はグローリー・ワールドシリーズを主催するグローリー・スポーツ・インターナショナルとの共同でさいたまスーパーアリーナにて「DREAM.18 & GLORY 4」を、後者は両国国技館にて「INOKI BOM-BA-YE 2012」を開催した。後者のイノキボンバイエは関東ローカルで数日後の2013年の年明けにフジテレビで録画放送された。
2013年、IGFの前年同様両国開催に加えパンクラスが「BaysideFIGHT.2」を大晦日にベイサイドヨコハマで開催した。一方で2001年から12年興行主体を変えながら続いていた、さいたまスーパーアリーナでの大晦日興行の連続開催がこの年に1度途絶えた。
2014年は、DEEPが初の大晦日興行「DEEP DREAM IMPACT 2014 〜大晦日SPECIAL〜」をさいたまスーパーアリーナにて開催し、2年ぶりに同所での大晦日興行が復活した。
2015年、旧PRIDE運営の榊原信行が中心となり立ち上げた総合格闘技団体『RIZIN』こと、RIZIN FIGHTING FEDERATIONが、さいたまスーパーアリーナでRIZIN FIGHTING WORLD GRAND-PRIX 2015 さいたま3DAYSを開催。その2大会の様子をフジテレビが12月29日に約2時間半、大晦日に約5時間半枠の計8時間の枠を使い、ゴールデンタイムで放送した。また、この年には『NIPPON FIGHT』と題したチャリティーを目的とした興行が行われ、魔裟斗VS.山本KID徳郁の再戦（エキシビションマッチ）が組まれるなどされ、翌年も実施された。なお、TBSでは大晦日の『KYOKUGEN』放送内の企画でメインイベントが2年とも放送された。
これ以降、RIZINはさいたまで大晦日興行を現在まで実施している。2021年末まではフジテレビが地上波で約5～6時間枠で中継及びに生中継を行い続けたが、フジテレビはRIZIN運営が手掛けた2022年7月のTHE MATCH 2022の中継を直前で中止し、RIZINの中継から撤退。それと同時期に、RIZINのPPVが高い売上を見せるようになったことで、フジテレビが支払う放映料が割に合わなくなり、2022年からは全国ネットでの地上波生中継が消滅した。
全国ネットでの地上波生中継が消滅して以降も、『RIZIN』の大晦日興行は2022年以降も毎年滞りなく行われ続け、生中継を見るためにRIZINのPPVを買う人が急増。結果的にRIZIN大晦日大会は毎年PPVを何十万件も売り上げており、年間でも屈指の売り上げを記録し続けている。

## その他

### プロレス
INOKI BOM-BA-YE以前よりもプロレス興行は盛んで、中継は無かったが幾つかの団体にて年またぎ興行が行われていた。プロレス界において初めて大晦日興行を開いたのは、1992年のW★INGプロモーションである。また、いずれも実現こそならなかったものの日本プロレスが存在していた時代、日本テレビ主導の下でジャイアント馬場と1964年東京オリンピック柔道金メダリストのアントン・ヘーシンクによる一騎討ち、1980年代に活動したジャパンプロレスが中心となった「格闘技大戦争」（TBSで放送予定）がそれぞれ企画されたこともあった。
1990年代後半に入ると大晦日興行は途絶えるが、2000年代にINOKI BOM-BA-YEの成功を受けて主にインディ団体でいくつか大晦日興行が目立つようになった。多くは団体の枠を越えて選手が集い興行が打たれた。
2006年からは、プロレスの聖地後楽園ホールにて「年越しプロレス」が形を変えながら開かれている。この興行は、プロレス・格闘技専門チャンネル「FIGHTING TV サムライ」にて中継されている。また、この年はテレビ東京が収録ながら『ハッスル』の模様を大晦日に中継した。
2010年にはINOKI BOM-BA-YE 2010が7年ぶりに開催。これまでのように総合格闘技の大会ではなくプロレスの大会となった。
2023年は全日本プロレスが国立代々木競技場第二体育館にて初の大晦日興行「#ajpwMANIAx2023」を開催した。

### ボクシング
プロボクシング界においても大晦日興行の歴史があり、プロレスよりも以前から行われてきた。
大晦日興行が盛んであったのは、テレビ中継の視聴率が非常に高かった1960年代前半であった。1961年から64年にかけてフジテレビで中継され、61年は海津文雄と小坂照男のダブルメインイベントとして開かれた。63・64年は関光徳が2年連続出場、64年はTBSも高山勝義 vs. 斉藤勝男で参入し、興行戦争になったが、63年に紅白歴代最高の81.4%（ビデオリサーチ調査による歴代最高でもある）を記録するなどしたため、太刀打ちできず撤退した。
その後は、長らく大晦日の試合は途絶えるものの2008年には坂田健史の世界王座防衛戦が組まれ、TBSでDynamite!!との2部構成で中継を行い、史上初となる大晦日の世界戦開催となった。だが、この時は大晦日の世界戦定着には至らなかった。
その後2011年に井岡一翔の世界戦がTBS、内山高志・細野悟のダブル世界戦がテレビ東京で放送された。
2012年もTBS・テレビ東京ともに前年に引き続き世界戦中継を発表し、前者は井岡の2階級制覇挑戦と宮崎亮の世界初挑戦、後者は内山を始めとしたトリプル世界戦を放送し、国内史上最多の世界戦1日5試合となる。
2015年より名古屋のCBCテレビも参入し、田中恒成の世界戦を東海ローカル（2015年はTBSなど一部系列局でもネット）で放送されている。
2017年よりテレビ東京・CBCが撤退。残されたTBSがそれまでテレビ東京が放送していた田口良一のWBA・IBF王座統一戦を放送した。
以降もTBSは2022年まで大晦日のボクシング中継を続けていたが、2023年は中継は行わず、例年のボクシング中継だった枠でも野球番組の「WBC2023 ザ・ファイナル」を放送。この結果、大晦日興行の地上波放送が完全に消滅することとなった。なお、2020年より興行を手掛ける志成ボクシングジムはこの年も大晦日興行の開催を行った。

## 海外
- 中国の格闘技イベント「武林風」も2012年の大晦日に興行を開催した。
- 2016年にはWSOFがアメリカ初の大晦日興行として「WSOF 34」をマディソン・スクエア・ガーデンで開催した。

## 備考
- 2008年から2010年まで活動していたSRC（戦極）でも大晦日興行ではないものの、年末年始に大型興行を打っていた。2009年始に「戦極の乱2009」、2010年12月30日に「戦極 Soul of Fight」を開いた。2009年には大晦日興行の開催を一度発表していたが中止となり、参戦予定で調整を進めていた選手の多くが「Dynamite!!」に合流した。
- 世界最大の総合格闘技団体UFCも大晦日ではないが、2006年12月30日に興行を開催したことがあった。しかし、日本時間では31日の昼間となるため昼はWOWOWでUFC、夜はDynamite!!またはPRIDEを視聴した者も少なくなかった。2011年も12月30日にUFC 141が開催され、やはりWOWOWが31日昼に生中継した。